# Cycnoches warszewiczii
Cycnoches warszewiczii är en orkidéart som beskrevs av Heinrich Gustav Reichenbach. Cycnoches warszewiczii ingår i släktet Cycnoches, och familjen orkidéer. Inga underarter finns listade i Catalogue of Life.